# Yared Zeleke
Yared Zeleke est un réalisateur éthiopien d'Addis-Abeba.
Il a un MFA en écriture de scénarios et en réalisation de l'université de New York. Son premier long métrage, Lamb, a été projeté dans la section Un certain regard au Festival de Cannes 2015.

## Biographie
Son premier film, Lamb, raconte l'histoire d'un jeune garçon envoyé par son père dans les montagnes auprès de parents éloignés après la perte de sa mère. En 2013, Yared Zeleke se rend au Festival de Cannes pour présenter son projet de film et chercher des partenaires. Deux ans plus tard, avec l'aide de coproducteurs et distributeurs français, le film est achevé.
En 2015, Lamb est sélectionné dans la catégorie Un Certain Regard du 68e Festival de Cannes, faisant de Yared Zeleke le premier réalisateur éthiopien à participer à cet événement de renommée mondiale. Il espère ainsi contribuer au développement du cinéma et de la culture cinématographique en Éthiopie, et a déjà fondé une société de production à Addis-Abeba.

## Filmographie

### Scénario, réalisation, montage, production
- 2009 : The Quiet Garden
- 2009 : Housewarming
- 2009 : Full
- 2015 : Lamb (scénario et réalisation)